# Estere succinimmidico della carbossifluoresceina
L'estere succinimmidico della carbossifluoresceina (o CFSE) è un colorante fluorescente utilizzato per la colorazione delle cellule. Il CFSE viene spesso confuso con l'estere diacetato succinimmidico della carbossifluoresceina (CFDA-SE), anche se si tratta di due molecole differenti.
Il CFDA-SE entra più facilmente nelle cellule, rispetto al CFSE, grazie ai suoi gruppi acetati. Una volta entrato nel citoplasma, il CFDA-SE, che è non-fluorescente, perde i gruppi acetati ad opera di esterasi intracellulari e viene convertito nell'estere fluorescente, il CFSE, il quale viene trattenuto all'interno delle cellule legato, in maniera covalente, a proteine intracellulari tramite il suo gruppo succinimmidico. Il CFSE si lega in particolare a residui di lisina e ad altri donatori di gruppi amminici. Per questo motivo l'effetto fluorescente del CFSE può essere mantenuto all'interno delle cellule per un lungho periodo. Inoltre, a causa di questo legame stabile, una volta penetrato all'interno delle cellule il colorante non viene trasferito alle cellule adiacenti.